# Leptogorgia sanguinea
Leptogorgia sanguinea är en korallart som först beskrevs av Jean-Baptiste Lamarck 1815.  Leptogorgia sanguinea ingår i släktet Leptogorgia och familjen Gorgoniidae. Inga underarter finns listade i Catalogue of Life.